# Biois
Il Biois è un torrente dell'Agordino, principale corso d'acqua della Valle del Biois.
Si origina in Trentino da tre rami, l'uno presso la Cima di Costabella, gli altri sul Sasso di Valfredda, sopra il Passo San Pellegrino, e segna il confine fra i comuni di Moena e Soraga. Entrato in provincia di Belluno, attraversa i comuni di Falcade, Canale d'Agordo (all'altezza del quale riceve da destra il torrente Liera), Vallada Agordina e Cencenighe Agordino, dove si immette nel Cordevole appena a monte del Lago del Ghirlo (artificiale).
È per ampiezza del bacino idrografico (134,9 km2) il principale affluente del Cordevole.